# Mitrailleuse Type 2
La mitrailleuse Type 2 de 13 mm était développée pour servir sur les avions de la Marine impériale japonaise durant la Seconde Guerre mondiale. Elle était la première mitrailleuse japonaise à être alimentée par des bandes chargeurs. C'était une adaptation japonaise de la mitrailleuse allemande Rheinmetall-Borsig MG 131.

## Utilisateurs
- Aichi B7A
- Mitsubishi A6M5c
- Mitsubishi G4M
- Nakajima B6N
- Yokosuka P1Y

## Liens
- Photo de la mitrailleuse Type 2